# 上木頭村
上木頭村（かみきとうそん）は、徳島県那賀郡にあった村。現在の那賀町海川・木頭助にあたる。

## 地理
- 山岳 ： 源蔵ノ窪、古堂山、大森山、八早山、平家平、鰻轟山、吉野丸、神戸丸
- 河川 ： 那賀川、海川谷川

## 歴史
- 1889年（明治22年）10月1日 - 町村制の施行により、海部郡海川村・出原村・和無田村・助村の区域をもって発足。
- 1911年（明治44年）10月1日 - 大字和無田・出原が奥木頭村に編入。
- 1951年（昭和26年）1月1日 - 所属郡が那賀郡に変更。
- 1957年（昭和32年）1月1日 - 分割し、大字助が木頭村と合併し、改めて木頭村が発足。大字海川が上那賀村に編入。上那賀村が町制施行して上那賀町となる。同日上木頭村廃止。

## 交通

### 道路
- 国道195号